# Ало Сибаз Абан
Ало Сибаз Абан (фр. Alos-Sibas-Abense) насеље је и општина у југозападној Француској у региону Аквитанија, у департману Атлантски Пиринеји која припада префектури Олорон Сен Мари.
По подацима из 2011. године у општини је живело 293 становника, а густина насељености је износила 50,69 становника/km². Општина се простире на површини од 5,78 km². Налази се на средњој надморској висини од 221 метар (максималној 414 m, а минималној 204 m).

## Демографија
| 1962. | 1968. | 1975. | 1982. | 1990. | 1999. | 2011. |
| ----- | ----- | ----- | ----- | ----- | ----- | ----- |
| 368   | 343   | 361   | 316   | 309   | 319   | 293   |

График промене броја становника у току последњих година